# 松田美里
松田 美里（まつだ みり、1999年8月2日 - ）は、日本の女性アイドルで、わーすたのメンバーである。
広島県福山市出身。エイベックス・マネジメント所属。血液型はA型。愛称は、みりてこ、みり。

## 略歴
広島のアクターズスクール出身。2013年開催の『avex アイドルオーディション2013』に合格。同年7月2日、iDOL Streetのデビュー候補生であるストリート生4期生でw-Street OSAKAのメンバーとして加入したことが発表された。
2015年3月29日に開催された『iDOL Street ストリート生全校集会 〜2014年度終業式〜』でiDOL Street第4弾グループわーすたのメンバーに選ばれたことが発表された。
個人としては、地元の球団である広島東洋カープ主催試合で流れる応援映像や、球場での国歌斉唱に出演したりしている。

## 人物
- グループでのイメージカラーはパステルパープル。
- 大の甘党で、タピオカミルクティーを頻繁に飲んでおり、2018年の夏には、所属するわーすたから「タピオカミルクティー」という曲が出され、タピオカミルクティー専門店とのコラボレーションも果たしている[注 2]。しかしながら、男梅シートが好きという、渋い面も持つ[7]。
- 自身でヲタクであることを公言しており、アイドルを熱心に応援していたり、スプラトゥーンや乙女ゲームなどをやり込んでいたりと、何事にもハマりやすい性格である[7]。2019年3月よりYouTubeでゲーム実況チャンネル「てこてちゃん!」を運営している。
- 好きなアーティストは、安室奈美恵、HoneyWorks、KREVA、KICK THE CAN CREW、大塚愛[7]。

## 出演

### 映画
- スプーキッズ ザ・ムービー（2019年10月25日公開、Apoc Entertainment） - ジィジィ 役（声優）[8]

### イベント
- 広島東洋カープ 対 福岡ソフトバンクホークス戦 国歌斉唱（2017年6月16日、MAZDA Zoom-Zoom スタジアム広島）[5]
- 映画『スプーキッズ ザ・ムービー』試写会&キャスト舞台挨拶（2019年10月21日、ユナイテッド・シネマ豊洲）[9]
- 令和のオラキオ2（2019年12月10日、LOFT9 Shibuya）[10]
- RAGE Shadowverse - ゲスト出演
  - 「2020 Summer」GRAND FINALS（2020年6月21日）[11]
  - 「2020 Autumn」2次予選（2020年7月23日）・プレーオフ（2020年8月1日）[12]・GRAND FINALS（2020年9月6日）[13]
- 松田美里お誕生日記念バスツアー！2022 #てこを連れ季節を泳ぐらしい（2022年8月13日）[14]

### その他
- それ行けカープ＜著名カープファン/リレー映像/2017＞[15]
- それ行けカープ＜著名カープファン/リレー映像/2020＞[16]

## 書籍

### 写真集
- わーすた 松田美里 1st写真集『となりがいい』（2022年10月22日、主婦の友インフォス）ISBN 978-4-07-452742-7